# Coelarthrini
Coelarthrini es una  tribu de coleópteros polífagos crisomeloideos de la familia Cerambycidae. Comprende un solo género Platyarthron, con las siguientes especies.

## Especies
- Platyarthron bilineatum Guérin-Méneville, 1844
- Platyarthron chilense (Thomson, 1860)
- Platyarthron laterale Bates, 1885
- Platyarthron rectilineum Bates, 1880
- Platyarthron semivittatum Bates, 1885
- Platyarthron villiersi Delfino, 1985